# Championnat de Belgique de football de deuxième division 1946-1947
Navigation
saison précédente saison suivante
Le Championnat de Belgique de football D2 1946-1947 est la trentième édition du championnat de Division 1 (D2) belge.
Après avoir effacé les effets des relégations subies durant les « championnats de guerre, l'URBSFA réduit le nombre de participants. Dorénavant la norme est de 16 clubs (pour 14 avant le conflit) par série. C'est pour cette raison qu'à la fin du championnat 46-47, neuf formations sont reléguées vers la Promotion (D3). Les quatre derniers de chaque poule descendent tandis qu'un test-match départage les 13e classés de chaque groupe.
Ce nombre élevé de descendants est induit par le fait que simultanément 5 formations sont reléguées depuis la Division d'Honneur.
Les noms des clubs est celui officiellement porté à l'époque.

## Participants 1946-1947
Trente-quatre clubs prennent part à cette édition, soit un de moins que lors de la saison précédente.
Les matricules renseignés en gras existent encore lors de la saison « 2012-2013 ».

### Série A
| #  | Nom                                        | Mat. | Ville      | Stades             | En D2 depuis     | Total en D2 | S. précédente          |
| -- | ------------------------------------------ | ---- | ---------- | ------------------ | ---------------- | ----------- | ---------------------- |
| 1  | Royal Tilleur Football Club                | 21   | Tilleur    | du Pont d'Ougrée   | 1946-1947 (1er)  | 23 saisons  | Division d'Honneur 18e |
| 2  | Daring Club de Bruxelles Société Royale    | 2    | Molenbeek  | stade O.Bossaert   | 1941-1942 (5e)   | 5 saisons   | 5e Série A             |
| 3  | Royal Uccle Sport                          | 15   | Uccle      | Chée de Neerstalle | 1923-1924 (21e)  | 26 saisons  | 2e Série A             |
| 4  | Royal Football Club Sérésien               | 17   | Seraing    | du Pairay          | 1931-1932 (13e)  | 15 saisons  | 15e Série B            |
| 5  | Royal Fléron Football Club                 | 33   | Fléron     | ??                 | 1941-1942 (5e)   | 8 saisons   | 11e Série B            |
| 6  | Royal Excelsior Football Club Hasselt      | 37   | Hasselt    | Stedelijke         | 1938-1939 (6e)   | 16 saisons  | 7e Série B             |
| 7  | Royal Vilvorde Football Club               | 49   | Vilvorde   | ??                 | 1937-1938 (7e)   | 11 saisons  | 14e Série A            |
| 8  | Koninklike Tongerse Sportvereniging Cercle | 73   | Tongres    | ??                 | 1942-1943 (4e)   | 7 saisons   | 9e Série B             |
| 9  | Club Sportif de Schaerbeek                 | 55   | Schaerbeek | Parc Josaphat      | 1930-1931 (14e)  | 16 saisons  | 11e Série A            |
| 10 | Royale Union Hutoise Football Club         | 76   | Huy        | ??                 | R 1945-1946 (2e) | 8 saisons   | 13e Série B            |
| 11 | Football Club Herentals                    | 97   | Herentals  | ??                 | 1941-1942 (5e)   | 5 saisons   | 10e Série B            |
| 12 | Royal Cercle Sportif Hallois               | 120  | Hal        | ??                 | 1945-1946 (2e)   | 4 saisons   | 8e Série A             |
| 13 | Football Club Turnhout                     | 148  | Turnhout   | Villapark          | 1937-1938 (7e)   | 17 saisons  | 4e Série B             |
| 14 | Football Club Verbroedering Geel           | 395  | Geel       | ??                 | 1942-1943 (4e)   | 4 saisons   | 5e Série B             |
| 15 | Beeringen Football Club                    | 522  | Beringen   | Mijnstadion        | 1945-1946 (2e)   | 2 saisons   | 8e Série B             |
| 16 | Mol Sport                                  | 852  | Mol        | ??                 | 1946-1947 (1er)  | 1 saison    | 1er Promotion B        |
| 17 | Stade Waremmien Football Club              | 190  | Waremme    | ??                 | 1946-1947 (1er)  | 6 saisons   | 1er Promotion D        |

### Localisations Série A
| \| FC Turnhout Verb. Geel Mol Sp. FC Herentals Beringen Uccle Daring Schaerbeek Vilvorde CS Hallois Exc. FC Hasselt Tongres Tilleur FC FC Sérésien Fléron Waremme U. Hutoise \| Localisation des clubs engagés en Division 1A 1946-1947 |
| FC Turnhout Verb. Geel Mol Sp. FC Herentals Beringen Uccle Daring Schaerbeek Vilvorde CS Hallois Exc. FC Hasselt Tongres Tilleur FC FC Sérésien Fléron Waremme U. Hutoise                                                               |

### Série B
| #  | Nom                                                            | Mat. | Ville      | Stades                   | En D2 depuis    | Total en D2 | S. précédente          |
| -- | -------------------------------------------------------------- | ---- | ---------- | ------------------------ | --------------- | ----------- | ---------------------- |
| 1  | Royal Cercle Sportif Brugeois                                  | 12   | Bruges     | stade E. De Smedt        | 1946-1947 (1er) | 3 saisons   | Division d'Honneur 19e |
| 2  | Royal Stade Louvaniste                                         | 18   | Louvain    | ??                       | 1936-1937 (8e)  | 22 saisons  | 6e Série B             |
| 3  | Royal Courtrai Sports                                          | 19   | Courtrai   | ??                       | 1943-1944 (3e)  | 12 saisons  | 6e Série A             |
| 4  | Royal Charleroi Sporting Club                                  | 22   | Charleroi  | stade du Mambourg        | 1937-1938 (7e)  | 11 saisons  | 3e Série A             |
| 5  | Racing Club Mechelen Koninklijke Maatschappij                  | 24   | Malines    | Antwerpsesteenweg        | 1937-1938 (7e)  | 11 saisons  | 2e Série B             |
| 6  | Royal Racing Club Tournaisien                                  | 36   | Tournai    | Drève de Maire           | 1941-1942 (5e)  | 5 saisons   | 12e Série A            |
| 7  | Royale Association Sportive Renaisienne                        | 38   | Renaix     | avenue du 4 mars         | 1937-1938 (7e)  | 11 saisons  | 13e Série A            |
| 8  | Royal Football Club Renaisien                                  | 46   | Renaix     | Parc Lagache             | 1931-1932 (13e) | 13 saisons  | 4e Série A             |
| 9  | Athletische Sportvereeniging Oostende Koninklijke Maatschappij | 53   | Ostende    | Albertpark               | 1938-1939 (6e)  | 16 saisons  | 15e Série A            |
| 10 | Koninklijke Tubantia Football Athletic Club                    | 64   | Borgerhout | Rivierenhof              | 1932-1933 (12e) | 14 saisons  | 12e Série B            |
| 11 | Voetbal Vereeniging Oude God Sport                             | 68   | Mortsel    | ??                       | 1934-1935 (10e) | 13 saisons  | 14e Série B            |
| 12 | Racing Club Tirlemont                                          | 132  | Tirlemont  | ??                       | 1938-1939 (6e)  | 12 saisons  | 3e Série B             |
| 13 | Union Royale Namur                                             | 156  | Namur      | stade des Champs-Élysées | 1945-1946 (2e)  | 2 saisons   | 9e Série A             |
| 14 | Koninklijke Football Club Vigor Hamme                          | 211  | Hamme      | ??                       | 1942-1943 (4e)  | 4 saisons   | 7e Série A             |
| 15 | Racing Athletic & Football Club Lokeren                        | 282  | Lokeren    | ??                       | 1945-1946 (2e)  | 2 saisons   | 10e Série A            |
| 16 | Koninklijke Sportclub Menen                                    | 56   | Menin      | D. Devosstadion          | 1946-1947 (1er) | 1 saison    | 1er Promotion A        |
| 17 | Cappellen Football Club Koninklijke Maatschappij               | 43   | Kapellen   | ??                       | 1946-1947 (1er) | 7 saisons   | 1er Promotion C        |

### Localisations Série B
| \| Tubantia Cappellen Oude God RC Malines Hamme Lokeren AS Oostende CS Brugeois Courtrai Louvain Tirlemont RC Tournai Sp. Charleroi UR Namur AS Renaix FC Renaix \| Localisation des clubs engagés en Division 1B 1946-1947 |
| Tubantia Cappellen Oude God RC Malines Hamme Lokeren AS Oostende CS Brugeois Courtrai Louvain Tirlemont RC Tournai Sp. Charleroi UR Namur AS Renaix FC Renaix                                                               |

## Classements
- Le nom des clubs est celui employé à l'époque

Légende
- Champion et promu en Division d'Honneur la saison suivante
- Barrages de promotion
- Barrages de maintien
- Relégation en Promotion (D3) la saison suivante

Abréviations
 : Relégué de Division d'Honneur 1945-1946

 : Promus de Promotion (D3) 1945-1946

### Division 1A
| Rang | Équipe                  | Pts | J  | G  | N | P  | Bp  | Bc  | Diff |
| ---- | ----------------------- | --- | -- | -- | - | -- | --- | --- | ---- |
| 1    | R. UCCLE SPORT          | 47  | 32 | 20 | 7 | 5  | 104 | 40  | +64  |
| 2    | FC Turnhout             | 45  | 32 | 20 | 5 | 7  | 80  | 45  | +35  |
| 3    | R. Tilleur FC           | 42  | 32 | 18 | 6 | 8  | 72  | 48  | +24  |
| 4    | Daring CB SR            | 38  | 32 | 16 | 6 | 10 | 73  | 47  | +26  |
| 5    | FC Verbroedering Geel   | 38  | 32 | 18 | 2 | 12 | 87  | 55  | +32  |
| 6    | FC Herentals            | 37  | 32 | 15 | 7 | 10 | 69  | 61  | +8   |
| 7    | Beeringen FC            | 37  | 32 | 18 | 1 | 13 | 77  | 57  | +20  |
| 8    | R. FC Sérésien          | 34  | 32 | 14 | 6 | 12 | 84  | 67  | +17  |
| 9    | R. Fléron FC            | 33  | 32 | 14 | 5 | 13 | 58  | 54  | +4   |
| 10   | Stade Waremmien FC      | 31  | 32 | 12 | 7 | 13 | 73  | 74  | -1   |
| 11   | K. Tongersche SV Cercle | 31  | 32 | 14 | 3 | 15 | 77  | 84  | -7   |
| 12   | Mol Sport               | 29  | 32 | 12 | 5 | 15 | 68  | 84  | -16  |
| 13   | R. Excelsior FC Hasselt | 29  | 32 | 13 | 3 | 16 | 63  | 71  | -8   |
| 14   | R. Vilvorde FC          | 28  | 32 | 11 | 6 | 15 | 70  | 78  | -8   |
| 15   | R. CS Schaerbeek        | 20  | 32 | 8  | 4 | 20 | 49  | 84  | -35  |
| 16   | R. Union Hutoise FC     | 16  | 32 | 5  | 6 | 21 | 53  | 106 | -53  |
| 17   | R. CS Hallois           | 9   | 32 | 4  | 1 | 27 | 29  | 131 | -102 |

### Division 1B
| Rang | Équipe              | Pts | J  | G  | N | P  | Bp  | Bc | Diff |
| ---- | ------------------- | --- | -- | -- | - | -- | --- | -- | ---- |
| 1    | R. CHARLEROI SC     | 53  | 32 | 23 | 7 | 2  | 114 | 30 | +84  |
| 2    | R. Stade Louvaniste | 49  | 32 | 22 | 5 | 5  | 89  | 38 | +51  |
| 3    | RC Mechelen KM      | 48  | 32 | 21 | 6 | 5  | 103 | 29 | +74  |
| 4    | RC Tirlemont        | 38  | 32 | 15 | 8 | 9  | 55  | 45 | +10  |
| 5    | R. Courtrai Sports  | 37  | 32 | 16 | 5 | 11 | 58  | 40 | +18  |
| 6    | UR Namur            | 33  | 32 | 12 | 9 | 11 | 62  | 54 | +8   |
| 7    | R. CS Brugeois      | 33  | 32 | 13 | 7 | 12 | 54  | 50 | +4   |
| 8    | R. FC Renaisien     | 33  | 32 | 13 | 7 | 12 | 46  | 46 | 0    |
| 9    | R. RC Tournaisien   | 31  | 32 | 14 | 3 | 15 | 63  | 81 | -18  |
| 10   | K. FC Vigor Hamme   | 30  | 32 | 11 | 8 | 13 | 43  | 55 | -12  |
| 11   | R. AS Renaisienne   | 30  | 32 | 11 | 8 | 13 | 47  | 59 | -12  |
| 12   | K. Tubantia FC      | 27  | 32 | 10 | 7 | 15 | 39  | 65 | -26  |
| 13   | Racing AFC Lokeren  | 27  | 32 | 11 | 5 | 16 | 33  | 71 | -38  |
| 14   | AS Oostende KM      | 22  | 32 | 10 | 2 | 20 | 53  | 91 | -38  |
| 15   | Cappellen FC KM     | 20  | 32 | 9  | 2 | 21 | 48  | 82 | -34  |
| 16   | K. SC Menen         | 19  | 32 | 7  | 5 | 20 | 45  | 68 | -23  |
| 17   | VV Oude God Sport   | 14  | 32 | 5  | 4 | 23 | 38  | 86 | -48  |

### Test-match pour désigner le9erelégué
Il est décidé que ce barrage soit joué par « aller-retour ». Hasselt assure facilement son maintien. Le club restera encore au 2e niveau national belge jusqu'en 1951. Par contre, relégué, le matricule 282 de Lokeren ne reviendra à ce niveau de la hiérarchie que 25 ans plus tard, soit en 1972.
| Date       | Équipe 1                | Équipe 2                | Résultat |
| ---------- | ----------------------- | ----------------------- | -------- |
| xx/xx/1947 | K. Excelsior FC Hasselt | Racing AFC Lokeren      | 4-1      |
| xx/xx/1947 | Racing AFC Lokeren      | K. Excelsior FC Hasselt | 2-7      |
|            | Racing AFC Lokeren      | 'Relégué                |          |

## Résumé de la saison
- Champion A: R. Uccle Sport (3e titre de D2)
- Champion B: R. Charleroi SC (1er titre de D2)
- Douzième titre de "D2" pour la Province de Brabant (11e pour un club bruxellois).
- Deuxième titre de "D2" pour la Province de Hainaut.

| Région flamande (19)            | Région flamande (19) | Province de Brabant (7)      | Province de Brabant (7) | Région wallonne (8)    | Région wallonne (8) |
| ------------------------------- | -------------------- | ---------------------------- | ----------------------- | ---------------------- | ------------------- |
| Province d'Anvers               | 8                    | Région de Bruxelles-Capitale | 3                       | Province de Hainaut    | 2                   |
| Province de Flandre-Occidentale | 4                    | Province du Brabant flamand  | 4                       | Province de Liège      | 5                   |
| Province de Flandre-Orientale   | 4                    | Province du Brabant wallon   | 0                       | Province de Luxembourg | 0                   |
| Province de Limbourg            | 3                    |                              |                         | Province de Namur      | 1                   |

1. ↑  Au niveau footballistique, la province de Brabant est toujours unitaire malgré sa partition territoriale en 1995.

## Montée / Relégation
Le Royal Uccle Sport et le Royal Charleroi Sporting Club gagnent le droit de monter en Division d'Honneur, où ils remplacent deux des cinq descendants.
S'il y a neuf équipes reléguées, on enregistre que quatre montants, les champions des différentes séries de Promotion (D3) : R. FC Bressoux, R. Gosselies Sports, SK Roulers et FC Winterslag. Cela afin de ramener le nombre de participants à 32 clubs (2x16).

## Débuts en D2
Deux clubs disputent leur première saison au 2e niveau national. Ils sont les 88e et 89e clubs différents à jouer en "D2" belge.
- Mol Sport est le 23e club de la Province d'Anvers à atteindre le ce niveau.
- K. SC Menen est le 9e club de la Province de Flandre occidentale à atteindre le ce niveau.

## Changement d'appellation
Il semble fort probable que c'est à cette époque que l'orthographe néerlandaise « Menen » ait remplacé « Meenen » pour désigner la ville de Menin. Jusqu'au début de la Seconde Guerre mondiale, le K. SC Menen était connu sous l'appellation « R. SC Méninois ».